# Dones del Vietnam
Les dones del Vietnam són dones nascudes, que viuen o provenen del Vietnam. El paper de la dona al Vietnam ha estat sotmès a molts canvis al llarg de la història del Vietnam. Han assumit diferents papers en la societat, inclosos els de guerreres, infermeres, mares i esposes. Hi ha hagut molts avenços en els drets de les dones al Vietnam, com ara l'augment de la representació de les dones al govern, així com la creació de la Unió de Dones del Vietnam el 1930.
Durant el segle xix, el Vietnam va estar dominat pel domini francès. Algunes dones es van casar temporalment amb homes europeus durant aquest període; ambdues parts van veure que la unió era mútuament beneficiosa. Al començament del segle xx, els sentiments nacionalistes es van alçar al Vietnam, que van posar fi al domini francès el 1954 i amb la divisió del Vietnam en dos països (Vietnam del Nord i Vietnam del Sud), separats pel paral·lel disset.
El paper de les dones en la guerra i fora de casa va continuar augmentant al llarg del segle xx, especialment durant la Guerra d'Indoxina. Durant i després de la Guerra del Vietnam, el Partit Comunista governant del Vietnam va fer esforços per augmentar els drets de les dones, la igualtat i la representació al govern. Això va incloure la creació de quotes de gènere a la feina durant la dècada del 1960, cosa que va requerir que les dones ocupessin un determinat percentatge de llocs de treball en diferents sectors. Els drets de les dones han continuat augmentant al Vietnam contemporani i les dones han ocupat cada cop més càrrecs de lideratge. Vietnam té una de les taxes de participació de mà d'obra femenina més altes del món, i ha ocupat la segona posició de dones ocupant càrrecs d'alta direcció entre els països asiàtics. Actualment, Đặng Thị Ngọc Thịnh és la primera dona que va ser presidenta del Vietnam en funcions, després de la mort de Trần Đại Quang. A més, Nguyễn Thị Kim Ngân va ser elegida presidenta de l'Assemblea Nacional del Vietnam el març de 2016, la primera vegada que una dona ha ocupat aquest càrrec.
Tanmateix, encara avui hi ha una influència de rols de gènere i influència cultural al Vietnam, que persisteix tant dins de la llar domèstica com fora de l'àmbit socioeconòmic.

## Les dones abans de la guerra del Vietnam

### L'antiguitat i el domini xinès
Segons William S. Turley, «el paper de la dona en la cultura tradicional vietnamita va ser determinada [en part] per ... els costums indígenes que portaven traces de matriarcat», afectant «diferents classes socials» fins a certs nivells. Segons Chiricosta, la llegenda d'Âu Cơ es diu que havia una evidència de «la presència d'un matriarcat original al Vietnam del Nord i que va conduir al doble sistema de parentiu, que es va desenvolupar allà .... [i que] va combinar patrons matrilineals i patrilineals de la família. estructura i assignat la mateixa importància a les dues línies».
El 111 aC, els exèrcits xinesos van reivindicar el territori anomenat Nam Viet i van intentar integrar-lo a l'Imperi Han. Durant aquest temps, el confucianisme era la ideologia oficial, es parlava principalment la llengua xinesa i l'ocupació xinesa va tenir una enorme influència en la literatura i les creacions d'art. No obstant això, hi va haver resistència al domini xinès. Segons Peter C. Phan, «les tres primeres persones que van dirigir insurreccions contra la Xina eren dones ... suggereixen […] que l'antic Vietnam era una societat matriarcal» i que «l'antic sistema familiar vietnamita era molt probablement matriarcal, amb les dones que governen el clan o tribu», fins que les vietnamites «van adoptar ... el sistema patriarcal introduït pels xinesos», tot i que «aquest sistema patriarcal ... no va ser capaç de desallotjar les dones vietnamites de la seva posició relativament alta a la família i la societat, sobretot entre els camperols i les classes baixes», amb «moderns codis culturals i legals ... [promovent més] drets i privilegis» per a les dones que en la cultura xinesa. Chiricosta va dir que altres estudiosos confiaven en «aquest aspecte matriarcal del mite per diferenciar la societat vietnamita de la propagació generalitzada del patriarcat del confucianisme xinès» i que «la resistència a la colonització xinesa del Vietnam ... [combinada amb] la visió que Vietnam era originalment era un matriarcat ... [va donar lloc a les lluites] de les dones per a l'alliberament del patriarcat (xinès) com a metàfora de la lluita de tota la nació per la independència vietnamita».
Segons Karen G. Turner, al segle iii, Triệu Thị Trinh (també coneguda com a «Bà Triệu», la «Dama Trieu») «va personificar la cultura matriarcal que va mitigar les normes patriarcals confucianitzades ... [tot i que] també està pintada com una cosa monstruosa ... una salvatge amb rampells violents». Una cap militar femenina que va assolir, durant un temps, resistir amb èxit l'estat xinès de Wu Oriental durant la seva ocupació del Vietnam, ha estat citada dient: «M'agrada muntar sobre tempestes, matar taurons al mar obert, foragitar els agressors, reconquerir el país, desfer llaços de servitud, i mai doblegar l'esquena per a ser la concubina de cap home».
«Quan l'enemic és a la porta, la dona surt a lluitar», ha estat recitat com a evidència de l'actitud de les dones vietnamites. L'antic refrany vietnamita «giac den nha, dan ba cung danh» significa que no és adequat per a les dones lluitar en la guerra, i només quan la situació és tan desesperada que la guerra ha arribat a la porta de la seva casa, les dones han de sortir a lluitar.

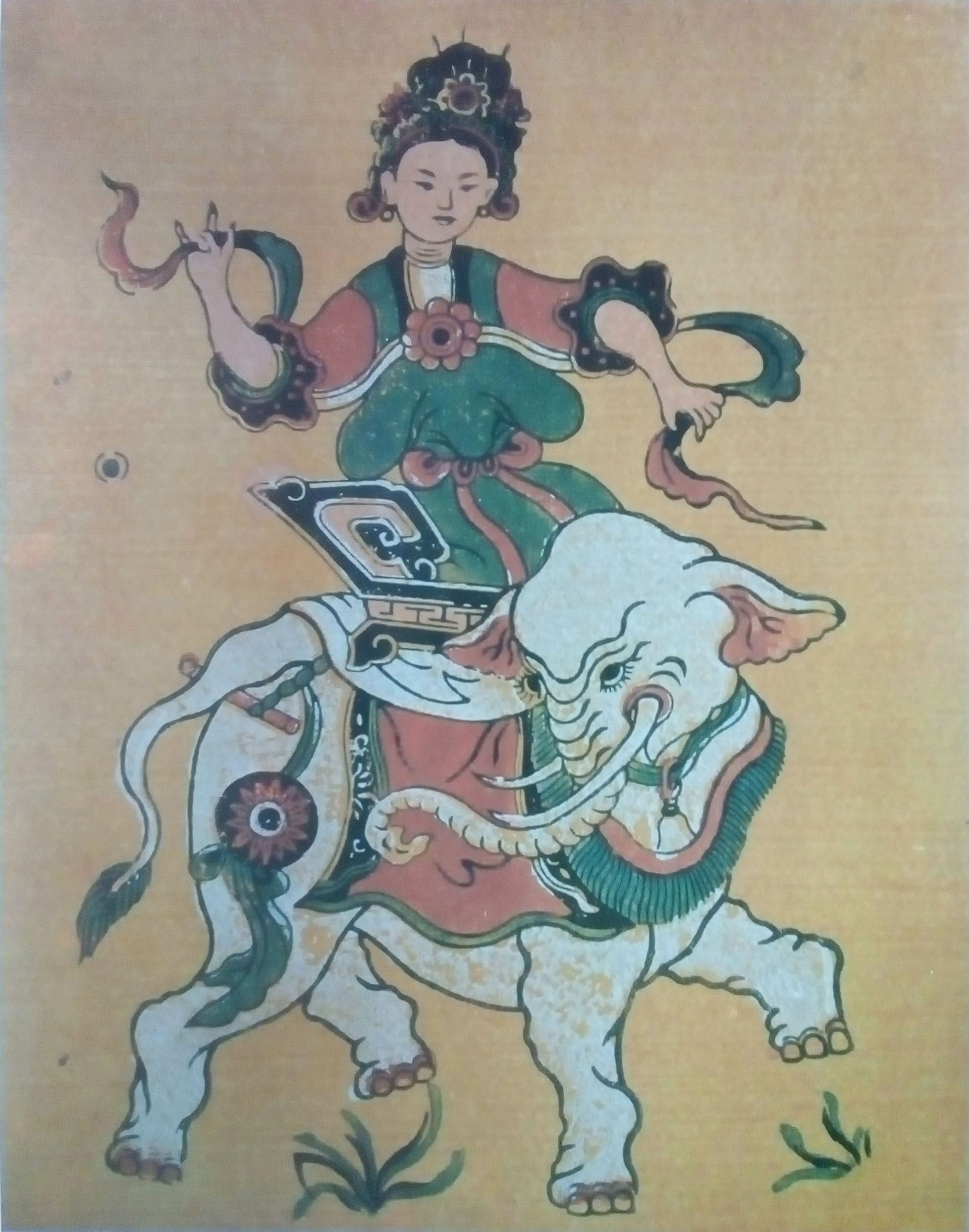
Entre els xinesos, Triệu Thị Trinh era retratada com un monstre amb pits de tres metres de llarg i muntada sobre un elefant
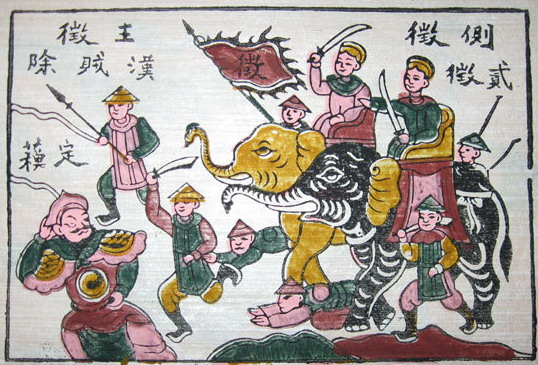
Les germanes Trưng sobre elefants en una batalla. Quadre d'estil Đông Hồ

L'any 40, les germanes Trưng (Trưng Trắc i Trưng Nhị) van dirigir una rebel·lió per desfer-se de Tô Định, el governador xinès corrupte que governava Vietnam. Eren filles d'un senyor de Lạc, a Giao Chỉ (Vietnam del Nord), i vídues d'aristòcrates. Van formar el seu propi regne a Mê Linh (prop de Hanoi), on Trưng Trắc es va proclamar reina i es va construir una capital per a ella. Mentre van governar a Mê Linh, les germanes van abolir els impostos (que havien estat especialment molt alts durant el govern de Tô Định). Van ser derrotades el 43 pel general xinès Ma Yuan, però encara es consideren heroïnes militars i nacionals. Segons Donald M. Seekins, un indici de «la força dels valors matriarcals» era que una dona, Trưng Trắc, amb la seva germana petita Trưng Nhị, van aixecar un exèrcit de «més de 80.000 soldats ... [entre els quals] molts dels seus oficials eren dones», amb el qual van derrotar els xinesos. Segons Keith Weller Taylor, «una indicació del matriarcat de l'època és ... testimoniat pel fet que la tomba i el temple espiritual de la mare de Trưng Trắc han sobreviscut, tot i que no queden restes de la tomba del seu pare», i «la societat de les germanes Trung era fortament matrilineal». D'altra banda, tot i que es recorden les germanes Trưng per les seves habilitats i valentia militars, també han estat utilitzades per confirmar el paper social de les dones d'una manera diferent. Alguns historiadors s'han centrat en la seva bellesa física i han destacat la seva devoció per la família, així com la relació romàntica de Trưng Trắc amb el seu marit, el senyor de Lạc, Thi Sach. Com a símbol icònic del patriotisme vietnamita, es van fer servir per demostrar com els homes vietnamites són dèbils fins i tot en comparació amb les dones vietnamites, ja que els homes vietnamites sota el govern de Tô Định «va inclinar el cap, van creuar els braços i va servir als septentrionals; que vergonyós és això en comparació amb les dues germanes Trung, que eren dones!»
Després de la derrota de Ma Yuan de les germanes Trưng, els xinesos van mantenir la dominació sobre Vietnam durant més de mil anys. Van establir una burocràcia que va emfatitzar el confucianisme i es van centrar en educar la classe dirigent del Vietnam amb la literatura i les idees xineses. El domini xinès va acabar el 939, quan l'exèrcit vietnamita, sota la direcció de Ngô Quyền, va derrotar l'exèrcit xinès, que ja estava preocupat pel caos dins de la Xina. La dinastia Lý es va establir el 1010 i va governar fins al 1225. La dinastia Lý va continuar moltes de les institucions polítiques, socials i econòmiques que foren imposades pels antics governants xinesos del país. Per exemple, només els homes de la classe noble podien assistir a l'escola i convertir-se en membres de la funció pública. Els vietnamites van continuar lluitant contra la influència xinesa, però el 1407 el país tornava a estar sota el domini xinès.
Van tornar a obtenir la independència el 1428, quan es va crear la dinastia Lê vietnamita.

### La influència europea

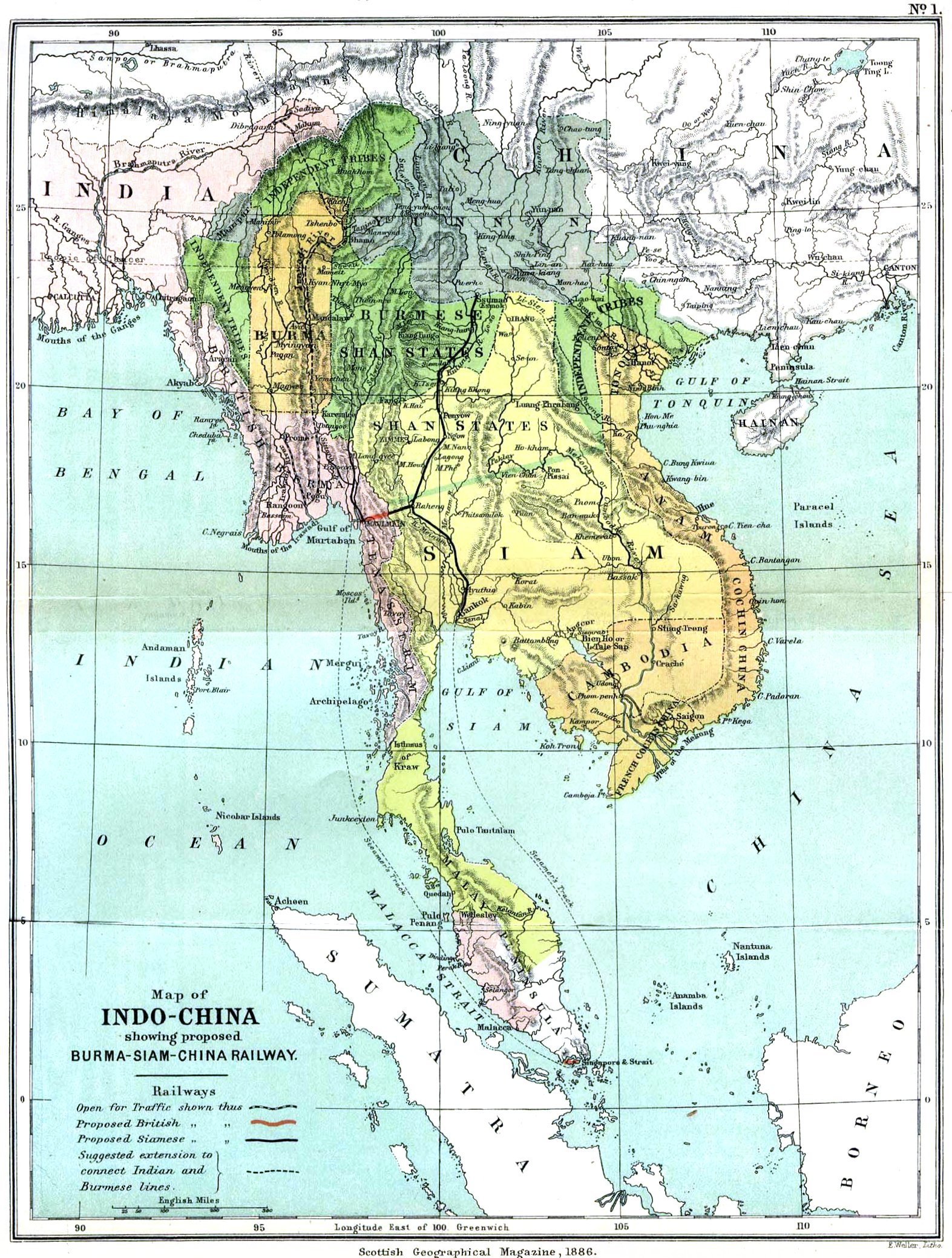
Mapa de la Indoxina francesa, 1886

França desitjava el lliure comerç amb Vietnam. També volia portar més missioners al país. La dinastia Nguyen no li agradava la participació francesa al Vietnam, i va executar molts missioners i vietnamites que els donaven suport. Això va provocar que l'emperador francès Napoleó III ataquès Vietnam i intentès forçar la cort a acceptar el títol de «protectorat francès». Els francesos van tenir èxit malgrat la resistència que van trobar, i a la dècada del 1880 el Vietnam era oficialment un protectorat francès.
Les dones vietnamites sovint estaven casades amb homes europeus. Això va ser particularment cert a la classe alta, on el matrimoni amb un home europeu era considerat una oportunitat per avançar. Sovint, aquest matrimoni era un acord temporal. Unes quantes vietnamites es van casar amb europeus durant un cert temps. Com que es proporcionaven objectes (com roba, diners o joies) a canvi de sexe, les dones podien treure un benefici d'aquesta manera. Sovint, quan el marit europeu marxava, la dona tornava a casar. Es considerava un acord beneficiós per a les dues parts. De fet, els nobles vietnamites «pensaven que no era vergonyós o una desgràcia el fet que les seves filles es casesin amb mariners anglesos i neerlandesos, durant el temps que havien de romandre a Tonquin, i sovint presentaven el seu gendre poc abans que marxès, sobretot si deixaven les seves dones amb un fill». D'aquesta manera, el matrimoni i la posterior partida d'un marit estranger es veia com una oportunitat per avançar socialment, i no hi havia un estigma al voltant de la «dona abandonada» (hi havia gairebé una aura que envoltava una dona que es casava amb un home estranger en lloc d'un estigma). Es creia que «quan [un comerciant] marxava, li donava tot el que li va prometre, i així deixen entre ells una amistat i ella pot buscar un altre home que la desitgi amb tota comoditat, sense escàndols».
Segons molts historiadors, els homes europeus van percebre les dones del sud-est asiàtic com a belles, però immodestes i no preocupades per la castedat. Això va facilitar un entorn més obert a la violació i el segrest. Els líders religiosos europeus van començar a culpar les dones de l'Àsia oriental per ser prostitutes i els matrimonis temporals es van veure com a vergonyosos en lloc d'honorables. Se les anomenaven «prostitutes» i se suposava que eren de les classes baixes. La historiadora Barbara Andaya va dir que, tot i que «fins al segle xix els europeus van continuar prenent concubines, però la tendència a veure les concubines com a prostitutes va fer que la posició de l'esposa temporal quedés fonamentalment erosionada.»

### El moviment nacionalista vietnamita
El 1930, les elits intel·lectuals urbanes van començar a parlar de la capacitat de les dones per escapar del confinament seu entorn social a través de novel·les com Noan Tuyet de l'escriptor vietnamita Nhất Linh, on l'heroïna s'escapa d'un matrimoni en què va ser coaccionada i obté l'aprovació social per a això. El veritable amor de l'heroïna era un membre del partit nacionalista. Segons aquest llibre i altres autors com Phan Boi Chau, hi havia una relació evident entre el moviment nacionalista i un augment dels drets de les dones. Després del lideratge militar nacionalista de les germanes Trưng, altres dones es van implicar en moviments nacionalistes no-comunistes, especialment al Partit Nacionalista del Vietnam. Al final de la dècada del 1930. l'alliberament de les dones s'havia convertit en un tema comú a la literatura escrita per les elits intel·lectuals urbanes i les dones van entrar a la vida política.
El partit Lao Dong (Partit dels Treballadors del Vietnam) es va crear el 1945 després que el Partit Indoxinès es dissolgués. Va ser dirigit per Ho Chi Minh fins a la seva mort i va controlar la República Democràtica del Vietnam. El partit de Lao Dong afirma haver avançat els drets de les dones donant a conèixer els èxits de les dones vietnamites i permetent que les dones servissin al govern i a les delegacions comunistes. El partit va defensar i va impulsar una major igualtat entre els sexes i va dir que l'onada prèvia de moviments d'alliberament de les dones a l'alta burgesia durant la dècada del 1930 va ser una aposta més per al divorci ràpid i no va intentar alliberar les dones en conjunt.
La poetessa i activista social vietnamita Đạm Phương va dir:
| «                                        | Les feministes de la baixa burguesia van reduir la causa de la desigualtat dels sexes i la vinculació de les dones a la dependència econòmica. Van suggerir tímidament que la dona estigués formada en determinats oficis d'acord amb la seva feminitat i no perjudicant la seva missió de mare. Aquesta missió sagrada no és en realitat sinó l'esclavitud domèstica, la feina dura per a les dones de les famílies patriarcals, que les feministes no es van atrevir a oposar-se. I gairebé no es van atrevir per esmentar aquesta qüestió arriscada: la de l'alliberament del govern estranger. | » |
| — Đạm Phương, La dona i la família, 1929 | |   |

Moviments nacionalistes, com el Partit Lao Dong, van utilitzar l'alliberament de les dones per mostrar capp a on tenien previst dirigir el país i van emfatitzar els escassos drets de les dones durant el govern colonial i sota la influència francesa. Aquests moviments nacionalistes van posar èmfasi en la idea que les dones eren oprimides sota l'ocupació francesa i van propiciar que l'alliberament per a les dones només podia passar per una revolució nacionalista. Reconeixien que la igualtat de gènere era un tema que trencava les línies socials i es podia utilitzar per crear suport nacionalista. No obstant això, quan se li va demanar al Comitè Central del partit que classifiqués les deu «tasques essencials de la revolució», va classificar la igualtat de drets per a les dones com a novè, i la seva posició sobre els drets de les dones era intencionadament vaga.
Tot i així, les dones van participar en la revolució contra els francesos que van ocupar Vietnam. Servien d'infermeres, guies, missatgeres i propagandistes. Tot i que no tenien permís per a lluitar com a part de l'exèrcit regular, van lluitar en unitats de milícies i guerrilles en fronts locals. L'eslògan per a les dones de la resistència era «Que les dones substitueixin els homes en totes les tasques de la rereguarda», que era una descripció exacta del seu paper principal en la Revolució, «treballant en el sector agrícola, ja que els homes vietnamites estan lluitant per la independència del Vietnam dels francesos». La revolució no va suposar un apoderament immediat, ja que només 10 dels 403 escons de les Assemblees Nacionalistes de 1946 a 1960 van ser ocupades per dones, però va estendre la ideologia feminista.
Els francesos van abandonar Vietnam el 1954, després d'una guerra de vuit anys que va dividir Vietnam a la meitat pel paral·lel disset. Els Việt Minh (Lliga per la independència del Vietnam) estaven al nord, i els francesos i els que els donaven suport eren al sud. El Vietnam del Nord es va convertir en una societat comunista, mentre que el Vietnam del Sud era anticomunista i va rebre el suport dels Estats Units d'Amèrica. L'augment del malestar al sud, a causa de la intolerància religiosa i social del president Ngô Đình Diệm, va crear una oportunitat per al Vietnam del Nord d'intentar reclamar el Sud. Això va provocar un llarg i sagnant conflicte, en què les tropes estatunidenques es van implicar molt. El 1975, el govern comunista va poder conquerir el Vietnam del Sud, malgrat el bombardeig estatunidenc a les ciutats del nord. Les dues parts es van unir a la República Socialista del Vietnam el 1976.

## Les dones durant la guerra del Vietnam (1955-1975)

### Les relacions de gènere abans de la guerra del Vietnam
La Unió de Dones del Vietnam de la dècada del 1930 va impulsar els interessos de les dones i va assolir estendre el permís de maternitat remunerat per les empleades del govern. La Unió de Dones també va rebre la garantia governamental de que seran consultades abans que el govern implementés qualsevol política que pogués afectar la salut de les dones. La Unió de Dones és una de les poques organitzacions que van impulsar aquest canvi i van experimentar un impuls en els seus esforços. El permís de maternitat remunerat per les empleades del govern, que es va allargar de tres a sis mesos, es va canviar de tres a uns quants anys després de la seva aprovació.
El Vietnam va anar ampliant lentament més drets a les dones. El 1949 es va crear l'Estat del Vietnam durant la primera guerra d'Indoxina, en què Vietnam va intentar obtenir la independència de França. Un canvi cap a la igualtat va ser evident en la constitució original de la República Democràtica del Vietnam del 1949, que va afirmar que «les dones són iguals als homes en tots els aspectes». La Constitució també incloïa clàusules que exigien un permís de maternitat retribuït i una igualtat de retribució per un treball igual. La Llei de matrimoni i família de 1959 va avançar més, ja que va treballar en la finalització dels sistemes de concubines, el matrimoni amb fills i el matrimoni forçat. Si bé aquests canvis es van produir en gran part perquè els líders socialistes volien que les dones poguessin treballar en els sectors agrícola i industrial, van promoure un canvi ràpid en els papers tradicionals de les dones. Sota el règim socialista, l'alfabetització tant masculina com femenina va augmentar.

### Les dones en la guerra
Les dones van tenir un paper important en la defensa del Vietnam durant les guerres a l'Indoxina, de 1945 a 1975. Van prendre funcions de patrulles de vigilància del poble, agents d'intel·ligència, propagandistes i reclutadores militars. Històricament, les dones eren «participants actives» en les lluites per alliberar el seu país de l'ocupació estrangera, des dels xinesos fins als colonialistes francesos. Aquest caràcter i esperit de les dones vietnamites es van mostrar per primera vegada en la conducta de les germanes Trưng, una de les «primeres figures històriques» de la història del Vietnam que es van revoltar contra el control xinès.
Les dones nord-vietnamites es van allistar, van lluitar a la zona de combat i van proporcionar mà d'obra manual per mantenir oberta la ruta Ho Chi Minh. També van treballar als arrossars al Vietnam del Nord i a les zones agrícoles de Viet Cong (a la regió del delta del Mekong del Vietnam del Sud) per proporcionar menjar a les seves famílies i als soldats comunistes. Les dones es van allistar tant a l'exèrcit nord-vietnamita com a la força insurgent guerrillera del Viet Cong del Vietnam del Sud. Algunes dones també van servir per als serveis d'intel·ligència del Vietnam del Nord i del Viet Cong.
Al Vietnam del Sud, moltes dones actuaven voluntàriament en el Cos Femení de les Forces Armades de l'Exèrcit de la República del Vietnam i en altres cossos femenins de l'exèrcit. Algunes dones, com les del Cos Femení, van lluitar en combat junt amb els altres soldats. D'altres van servir com a infermeres i metgesses al camp de batalla i a hospitals militars, o van servir al Vietnam del Sud o a les agències d'intel·ligència dels Estats Units d'Amèrica. Durant la presidència de Ngô Đình Diệm, Trần Lệ Xuân (més coneguda com a «Madame Nhu») era la comandant del Cos Femení de les Forces Armades.

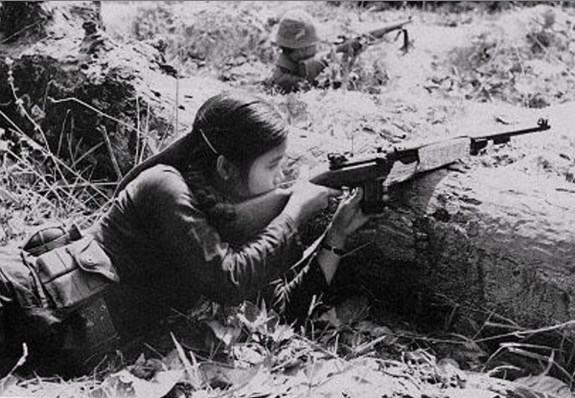
Guerrillera del Viet Cong
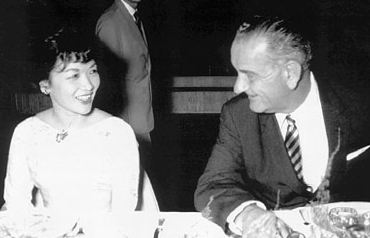
Madame Nhu junt amb el vicepresident estatunidenc Lyndon Johnson, 1961

Durant la guerra sino-vietnamita (del 17 de febrer al 16 de març e 1979), les dones vietnamites van ser utilitzades per la propaganda d'ambdós bàndols; els vietnamites van publicar imatges de dones milicianes vietnamites amb presoners de guerra xinesos, mentre que els xinesos van publicar imatges de presoneres vietnamites ferides que eren tractades bé per xinesos. Els xinesos van fer 1.636 presoneres vietnamites i els vietnamites van fer 238 presoners xinesos; es van bescanviar entre maig i juny de 1979. Els 238 soldats xinesos es van rendir després de separar-se de la seva unitat principal durant la retirada del Vietnam i van ser envoltats pels vietnamites. Després de rendir-se, van ser traslladats pels soldats vietnamites a una presó. Els presoners xinesos van denunciar que van ser sotmesos a tortura i a un tractament i inhumà, com per exemple que van ser embolicats i que van tenir el cos lligat i retingut amb filferro. Les dones militars vietnamites constituïen un terç dels guàrdies que vigilaven els presoners xinesos a la presó. Els vietnamites van disposar a que periodistes estrangers fessin fotografies de soldats xinesos capturats per milícianes vietnamites amb rifles tipus 56. Alguns dels soldats vietnamites presos per la Xina eren dones i es van bescanviar per soldats xinesos capturats.

### El paper de les dones durant la guerra del Vietnam
El 1954, el Vietnam es va dividir en dues parts: Vietnam del Nord i Vietnam del Sud. El govern socialista revolucionari del nord volia millorar l'igualtat social, de vegades millorant els drets de les dones. La Llei del matrimoni i de la família de 1960, per exemple, va prohibir el matrimoni forçat, el matrimoni amb menors d'edat, la violència domèstica i el concubinat. El règim també es va centrar en traslladar les dones fora de casa. Ho van fer amb la finalitat de desenvolupament industrial. Van promoure el poder de la Unió de Dones del Vietnam, que va impulsar els drets de les dones, però també van obtenir suport per a les noves lleis del govern comunista. El govern del Vietnam del Nord va influir en el paper de les dones durant la guerra de reunificació durant mitjans de la dècada del 1960, quan es va considerar que la mobilització de les dones era crucial per guanyar la guerra. Durant aquest temps, la Unió de Dones va animar les dones a complir amb tres responsabilitats principals; aquests eren: animar els seus parents masculins a lluitar en la guerra, prendre totes les càrregues domèstiques i ocupar llocs de treball com a la mà d'obra industrial i agrícola. El 1967, el Comitè Central del Partit Comunista va demanar quotes formals en l'ocupació. La comissió va demanar que les dones ocupessin almenys el 35% dels llocs de treball i el 50-70% dels llocs de treball relacionats amb l'educació. La majoria d'aquestes quotes van ser cobertes durant la dècada del 1970.

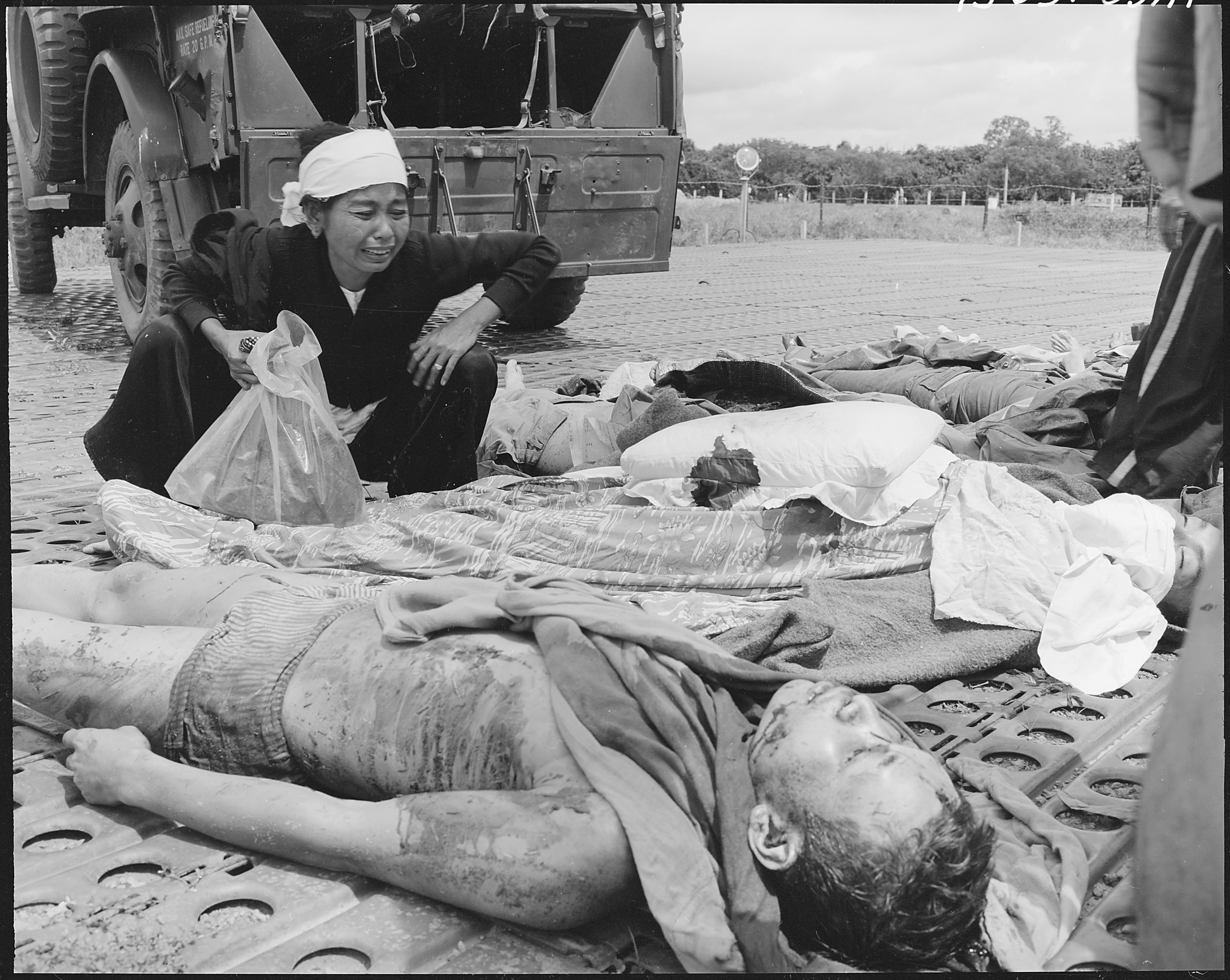
Una vietnamita plora pel cos del seu marit, una de les víctimes de l'Exèrcit Popular del Vietnam, 1965
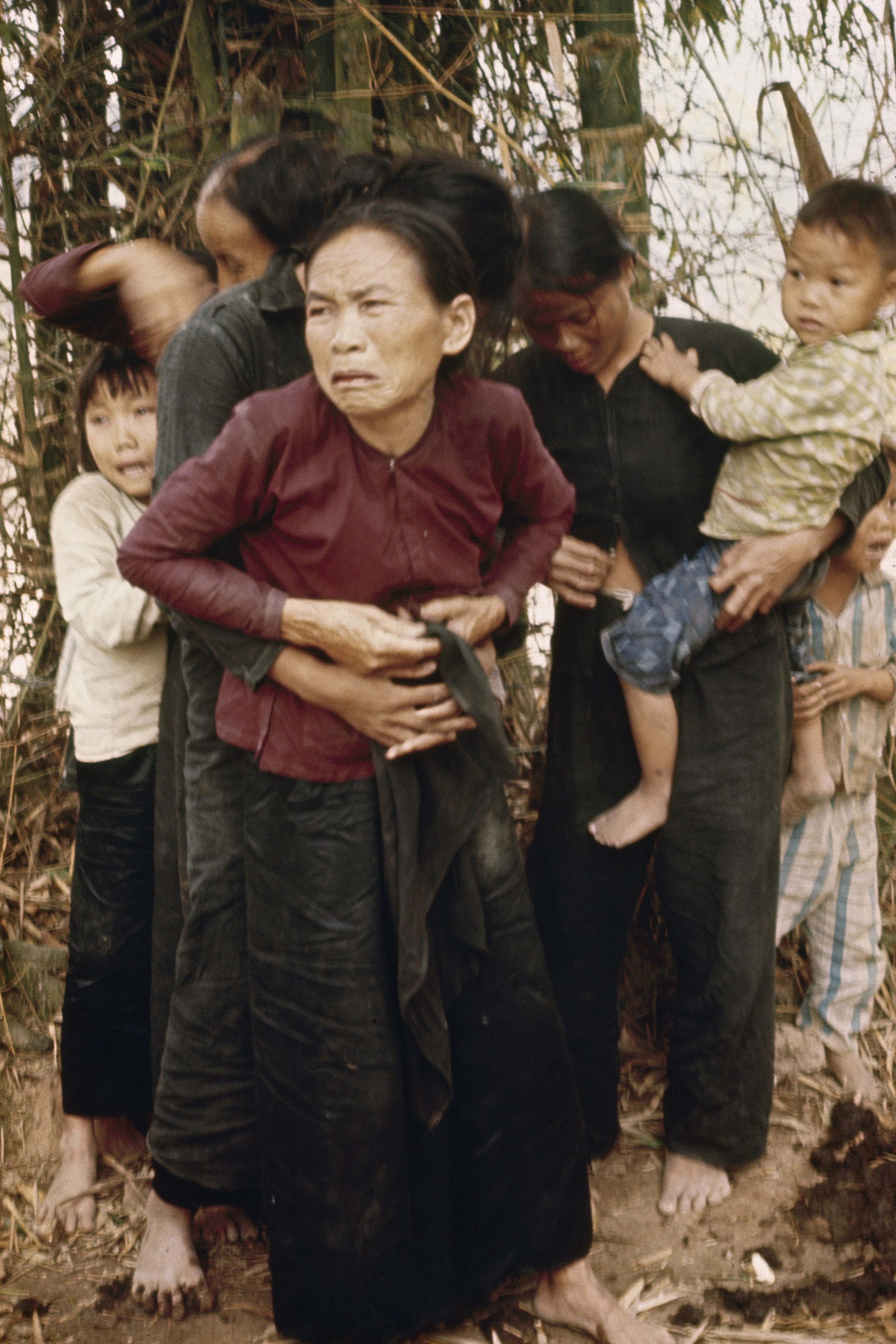
Dones i nens vietnamites no identificats abans de ser assassinats pels estatunidencs a la massacre de Mỹ Lai, 1968
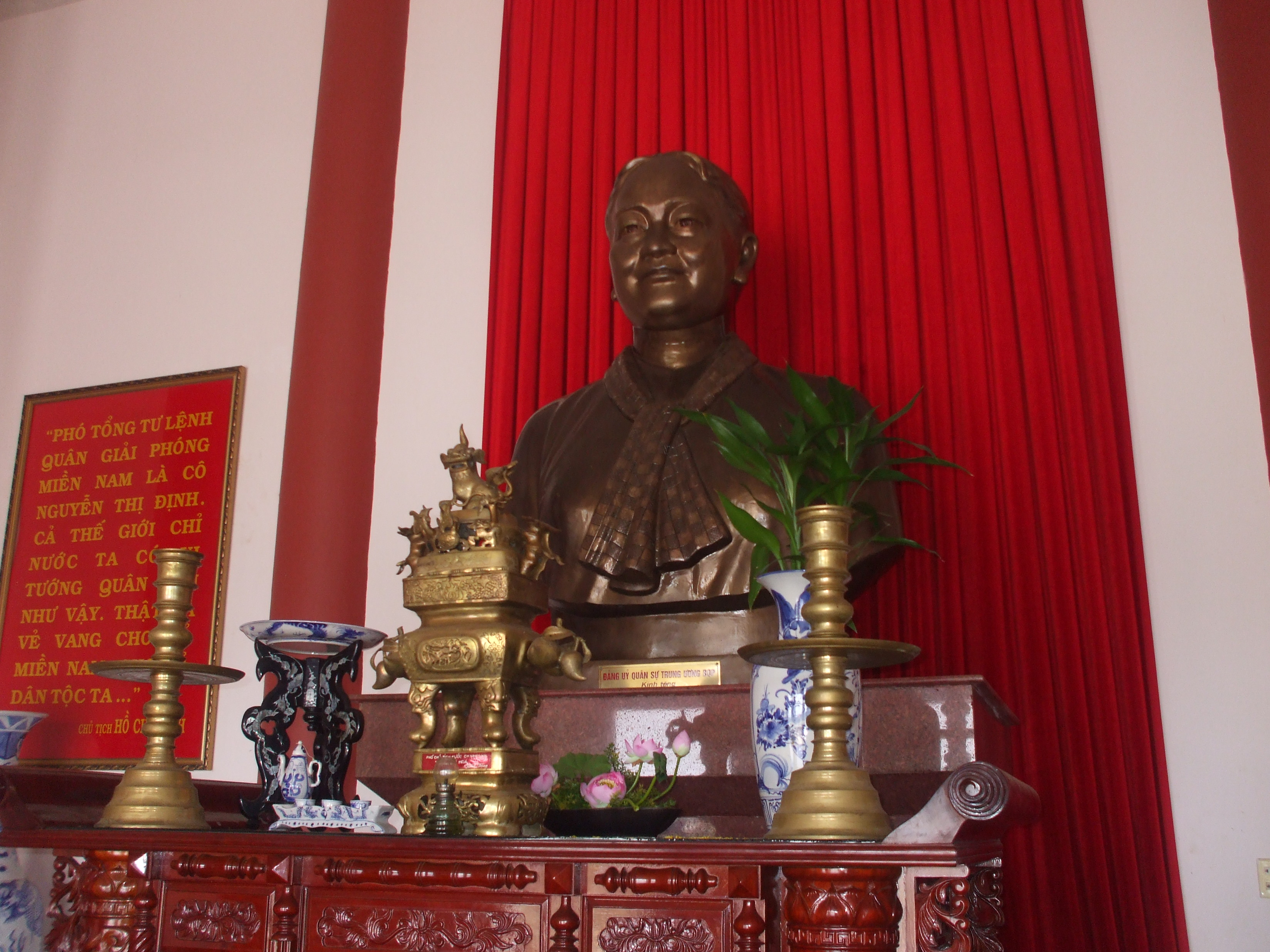
Nguyễn Thị Định, la primera dona general de l'Exèrcit Popular del Vietnam, durant la guerra del Vietnam

La guerra del Vietnam va durar de 1956 a 1975. El 1967, amb la guerra del Vietnam en marxa, el Comitè Central del Partit Comunista al Vietnam del Nord va aprovar la Resolució 153. Aquesta resolució va aprovar les quotes formals de treball, exigint a les dones un mínim del 35% dels llocs de treball i 50-70% de l'ocupació al sector educatiu. Van aprovar aquesta resolució perquè, amb tants homes vietnamites lluitant a la guerra, necessitaven més dones per donar suport a l'economia. Una infiltració similar es va produir en l'àmbit polític, on el «percentatge de dones als consells del poble, els principals òrgans administratius, va augmentar a nivell provincial, districte i comuna, passant del 22,8%, 20,8% i 16,5% el 1965 al 34,8%, 40,0% i 40,9% el 1972, respectivament». Tot i que aquesta va ser la participació més important de les dones en l'àmbit polític en la història del Vietnam, els homes van mantenir la seva posició en els llocs de lideratge, no només en l'àmbit polític. Quan va acabar la guerra, la participació de les dones va disminuir, en realitat es va reduir per sota dels seus índexs de participació abans de la guerra.
Diverses lleis van influir en els drets de les dones en el període següent a la guerra del Vietnam i la reunificació. La Llei de la família de 1986 va doblar la durada del permís de maternitat (de tres a sis mesos), mentre que la Decisió 163 del Consell de Minstres de 1988 va concedir a la Unió de Dones del Vietnam el dret a participar en qualsevol decisió rellevant per al benestar de les dones i dels infants. No obstant això, el desig d'eficiència econòmica en el marc del lliure règim del nou règim va fer que algunes d'aquestes reformes es reduïssin. La baixa per maternitat, per exemple, es va escurçar fins als quatre mesos quan els empresaris van començar a queixar-se que perdien diners contractant dones. No hi ha altres organitzacions com la Unió de Dones del Vietnam, ja que el govern vietnamita té molta cura de permetre l'existència d'organitzacions no-governamentals. La Unió de Dones del Vietnam existeix en gran manera per augmentar el poder del Partit Comunista sobre les dones, de manera que no sempre és capaç de donar suport totalment als interessos de les dones.

### Relacions de gènere després de la guerra del Vietnam
Al Vietnam, durant la dècada del 1960 i la dècada del 1970, els socialistes recentment poderosos van promoure la igualtat d'accés a l'educació per a homes i dones. La reunificació del Vietnam del Nord i del Sud després de la guerra del Vietnam, el 1976, també va permetre a les dones assumir funcions de lideratge en la política. Un dels autors va dir que Vietnam durant la dècada del 1980 va ser «un lloc on, després d'esgotar el treball i la lluita furibunda, les dones poden estar segures de recórrer el camí que algun dia arribarà a la seva alliberació».
Tot i això, alguns historiadors han defensat que les defensores de les dones al Vietnam «s'han afeblit en l'era post-reunificació degut en part a la implementació de reformes de lliure mercat en un context polític no-democràtic». Les limitacions de recursos van perjudicar els drets de les dones, com també l'ambient polític posterior a la guerra. El nou estat va implementar una economia de lliure mercat, però la participació política no es va expandir. Les polítiques de lliure mercat conegudes com a Đổi Mới (Renovació) posen en desavantatge les famílies dirigides per dones a les zones rurals, limitant l'accés al crèdit. L'ambient polític i les limitacions de recursos van debilitar la Unió de Dones del Vietnam, que estava acostumada a parlar en nom de les dones sota el govern del partit únic del Vietnam. Després de la guerra, ja no va ser vista com una organització crucial pel govern. La reunificació política també va suposar la fi del sistema de quotes i la consegüent disminució de les dones a l'Assemblea Nacional. També es va augmentar la segregació laboral, ja que les dones van tornar al seu paper dins la llar quan els homes van tornar de la guerra.

## Les dones a la societat contemporània
Les dones ocupen tant l'àmbit domèstic com el públic al Vietnam contemporani. La participació de les dones a l'economia, el govern i la societat ha augmentat. En l'àmbit domèstic no s'ha avançat gaire per millorar les relacions de gènere. Els valors patriarcals confucians tradicionals han continuat persistint, així com un èmfasi continuat en la unitat familiar. Aquesta ha estat la crítica principal a la Unió de Dones del Vietnam, una organització que treballa per avançar en els drets de les dones. A més, els recents canvis en la proporció de relació entre sexes del Vietnam mostren un nombre més gran d'homes que superen les dones, cosa que molts investigadors han afirmat en part a causa de la política dels dos fills al Vietnam.

### La família

#### El matrimoni

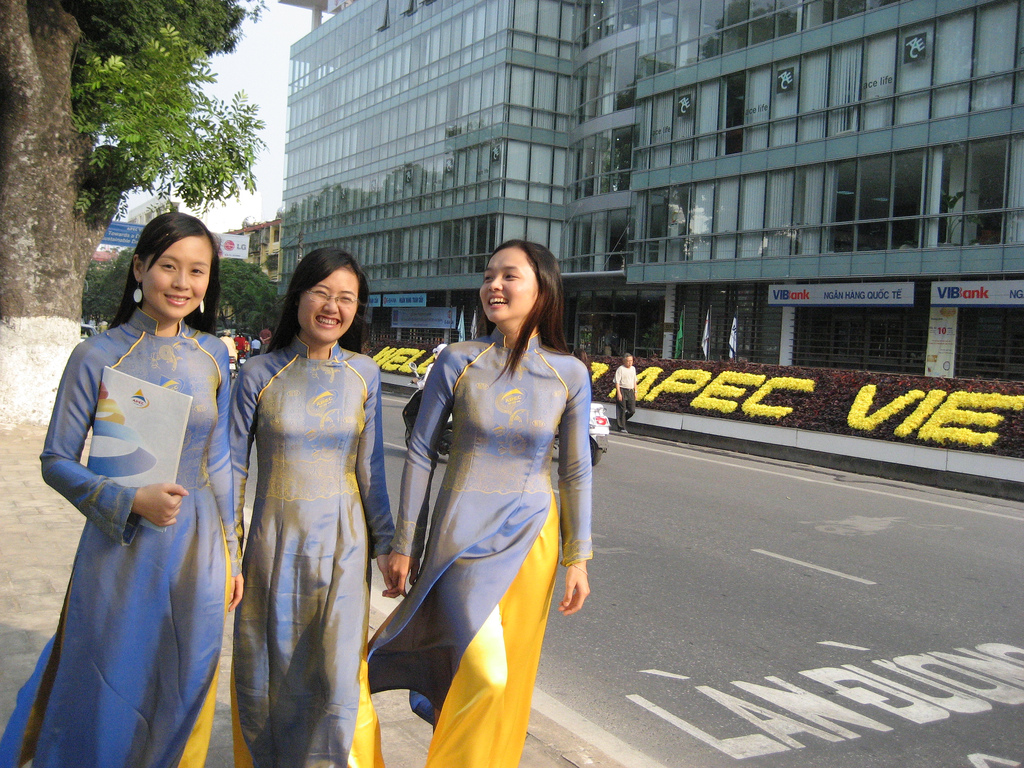
Joves vietnamites amb áo dài durant l'esdeveniment de la Cooperació Econòmica de l'Àsia-Pacífic, 2006

Després de la colonització del Vietnam per part de les potències europees, moltes dones van perdre la seva posició i van ser desplaçades fins a dins l'àmbit domèstic. En lloc d'estar implicades a la seva societat, les dones treballaven com a intermediàries comercials i s'esperava que es casessin i es convertissin en mestresses de la llar. Aquest canvi en els rols de gènere es va convertir en una nova pràctica cultural i va durar molts anys, fins a la guerra del Vietnam, quan les dones del Vietnam rural es van descoratjar de casar-se i la soledat femenina va esdevenir una tendència creixent. Una creença habitual era que després dels 25 anys, les dones eren considerades «indesitjables», i que el matrimoni era una forma de vida. L'edat màxima per al matrimoni era en aquesta edat, perquè després d'aquest temps es creia que les dones ja no podien tenir fills, una necessitat per a la supervivència del nom familiar. A més, la noció de «llar amb una dona autosuficient» no era gaire acceptable, i se la considerava egoista i solitària. Després dels 25 anys, les dones solteres entraven en un període en què «fan la transició del no-matrimoni temporal al permanent». A mesura que passaven aquest període, la societat les percebia com a «indesitjables» o fins i tot «lamentables». Tanmateix, quan algunes d'aquestes dones van ser entrevistades, gairebé totes no van mostrar cap signe de remordiment en rebutjar les propostes de matrimoni durant les seves primeres edats per al matrimoni. Estaven contentes de la seva decisió d'optar per una possible vida «miserable» en lloc d'una vida amb un marit.
Les obligacions familiars, especialment durant la guerra del Vietnam, van obligar a moltes dones a no casar-se fins a arribar a una edat a la qual eren considerades «indesitjables». Des de ben jove, la filla gran d'una família vietnamita tenia diverses obligacions a respectar. Una dels quals era la de tenir cura dels seus germans petits. Durant la guerra, era difícil per als pares cultivar els camps mentre els fills grans lluitaven a la guerra. Si la filla gran es casava, la família perdia algú que fèia moltes tasques. A causa d'aquesta obligació, les dones rebutjaven les ofertes de matrimoni. Després de la guerra, les dones van continuar ajudant al voltant de la llar i van substituir els homes que van morir en combat. Tot i que moltes encara tenien propostes per al matrimoni, creien que era el destí que havia decidit que fossin solteres durant molt de temps i que estaven destinades a ser solteres. El desequilibri de gènere que va seguir després de la guerra del Vietnam va ser també a causa de l'augment de dones solteres. Les que van voler casar-se, les costava perquè els homes que vivien a les zones rurals vacil·laven en casar-se amb elles. A més, les que treballaven a les explotacions agrícoles i les zones forestals vivien en zones remotes. Això limitava a les dones a socialitzar-se amb els homes.
Els estudis han demostrat que hi ha discrepàncies matrimonials entre les zones rurals i les urbanes al Vietnam actual. Segons Nguyen et al. (1993), es va demostrar que les dones de les zones rurals es casaven a una edat més jove que les dones de les zones urbanes. A més, les proves demostren que hi ha una diferència en els valors matrimonials i familiars entre el nord i el sud del Vietnam. Segons un estudi, aquestes diferències entre les regions nord i sud probablement es deuen a la seva separació a mitjan segle xx, així com al grau d'influències socialistes o occidentals al nord i al sud, respectivament. Les diferències culturals entre el nord i el sud del Vietnam inclouen «rituals de matrimoni, règim de vida familiar, composició de la llar i comportaments sexuals prematrimonials» segons un estudi de Teerawichitchainan et al (2010).

#### El seu paper a la llar
L'èmfasi del confucianisme a la família encara afecta la vida de les dones vietnamites, especialment a les zones rurals, on es desprèn la importància de la virginitat femenina prematrimonial i es condemna l'avortament i del divorci. Segons un estudi del 2006, durant les últimes dècades no s'ha avançat gaire en les relacions de gènere. Les tasques de la llar i la mà d'obra continuen sent realitzades principalment dones vietnamites; tanmateix, les dones del Vietnam han mostrat una influència més gran en les decisions familiars, com l'economia de la llar i l'educació dels fills. Pel que fa a la responsabilitat en la criança dels fills, els homes han mostrat una participació més gran durant els primers anys dels seus fills, tot i que en general les dones encara tenen la responsabilitat principal. Es considera principalment a les dones com a mares i es considera que han de mostrar «respecte» a la descendència del marit si donen a llum a un noi. Si bé el culte als avantpassats patrilineals mostra a les nenes com a «llinatge extern» (họ ngoại), considera que els nois són «llinatge intern» (họ nội). La societat vietnamita acostuma a seguir la línia ancestral a través dels homes, empenyent les dones cap a la perifèria. El Vietnam té una política dels dos fills. Algunes famílies volen almenys un noi, però prefereixen un noi en lloc de dues noies, per la qual cosa utilitzen ecografies per determinar el sexe del nadó per avortar després la descendència femenina.
La religió principal al Vietnam són les creences populars tradicionals (vegeu Religió tradicional vietnamita). Aquesta no és una religió organitzada, però adopta moltes visions confucianes. Una de les principals visions que aporta des de Confuci és la «Societat Patrilineal». Els homes són el cap de família i han de protegir el seu llinatge. Pel que fa a la maternitat, les dones vietnamites són vistes i utilitzades principalment com a mares. La virginitat femenina és d'extrema importància, sobretot a les zones rurals, i la societat condemna l'avortament i el divorci femení. Si una dona vol mostrar respecte al seu marit, la millor manera de fer-ho és donar-li un fill.
Hi ha diversos patrons de natalitat entre les dones vietnamites. En un estudi de 2008 realitzat per Nguyen et al, es va trobar que la majoria de les dones havien donat a llum quan van arribar als 20 anys. Tanmateix, el mateix estudi ha trobat que les dones amb un nivell d'educació superior han tingut el seu primer fill més tard.

#### La violència domèstica
El tema de la violència domèstica s'ha enfrontat a l'escrutini al Vietnam. El 2007, la legislació vietnamita va aprovar la Llei de prevenció i control de la violència domèstica, que informava que el 32% de les dones vietnamites han patit violència sexual per part dels seus cònjuges, mentre que el 54% de les dones al Vietnam han patit violència emocional. Les especulacions han augmentat sobre la viabilitat del divorci com a solució per a aquells en situació de violència domèstica. Això es deu a les actituds i mesures locals prevalents per prevenir el divorci per tal de preservar la unitat familiar, en lloc d'ajudar les víctimes a escapar dels abusos domèstics. A més, les enquestes han indicat que el 87% de les víctimes de violència domèstica al Vietnam no busquen suport per a la seva situació.
En un estudi que compara les actituds xineses i vietnamites envers les dones; hi ha més vietnamites que xinesos que han dit que l'home havia de dominar la família i que una dona havia de proporcionar sexe al seu marit quan ell li demanés. La violència contra les dones era més recolzada pels vietnamites que pels xinesos. La violència domèstica va ser més acceptades per les dones vietnamites que les dones xineses.

#### El matrimoni internacional
Algunes dones vietnamites de Lào Cai que es van casar amb homes xinesos van declarar que entre les seves raons per fer-ho era que els homes vietnamites maltractaven les seves dones i es negaven a ajudar-les amb tasques, mentre que els xinesos ajudaven activament a les seves dones a les seves tasques i les cuidaven. Les dones vietnamites viatgen a la Xina com a núvies sol·licitades per correu electrònic per als homes xinesos rurals per guanyar diners per a les seves famílies i augmentar el seu nivell de vida. Els matrimonis entre homes xinesos i dones vietnamites ha augmentat i no s'ha vist afectada per les relacions problemàtiques entre el Vietnam i la Xina.
Taiwan i Corea de Sud també demanen núvies vietnamites a través d'internet per casar-se.
S'han produït diversos casos en què les dones vietnamites han sigut segrestades o enganyades per ser venudes a homes xinesos. Un total de diverses milers, en un nombre significatiu de casos, les víctimes eren menors d'edat.

### La relació entre sexes
Estudis recents han demostrat un canvi en la relació entre sexes del Vietnam per coincidir amb la d'altres països de la regió, on les proporcions són desiguals i els homes superen les dones. El 2006, es va trobar que la relació entre sexes era de 110 homes per cada 100 dones a tot Vietnam, superior a la relació entre sexes establerta com a normal de 106 homes per cada 100 dones. Els investigadors han assenyalat la preferència per un petit nucli familiar (que es deriva de la «política dels dos fills» del Vietnam), la preferència dels fills sobre les filles, i l'augment de l'ús d'ecografies i avortaments com a causes del canvi de relació entre sexes.

#### Els avortaments selectius per sexe

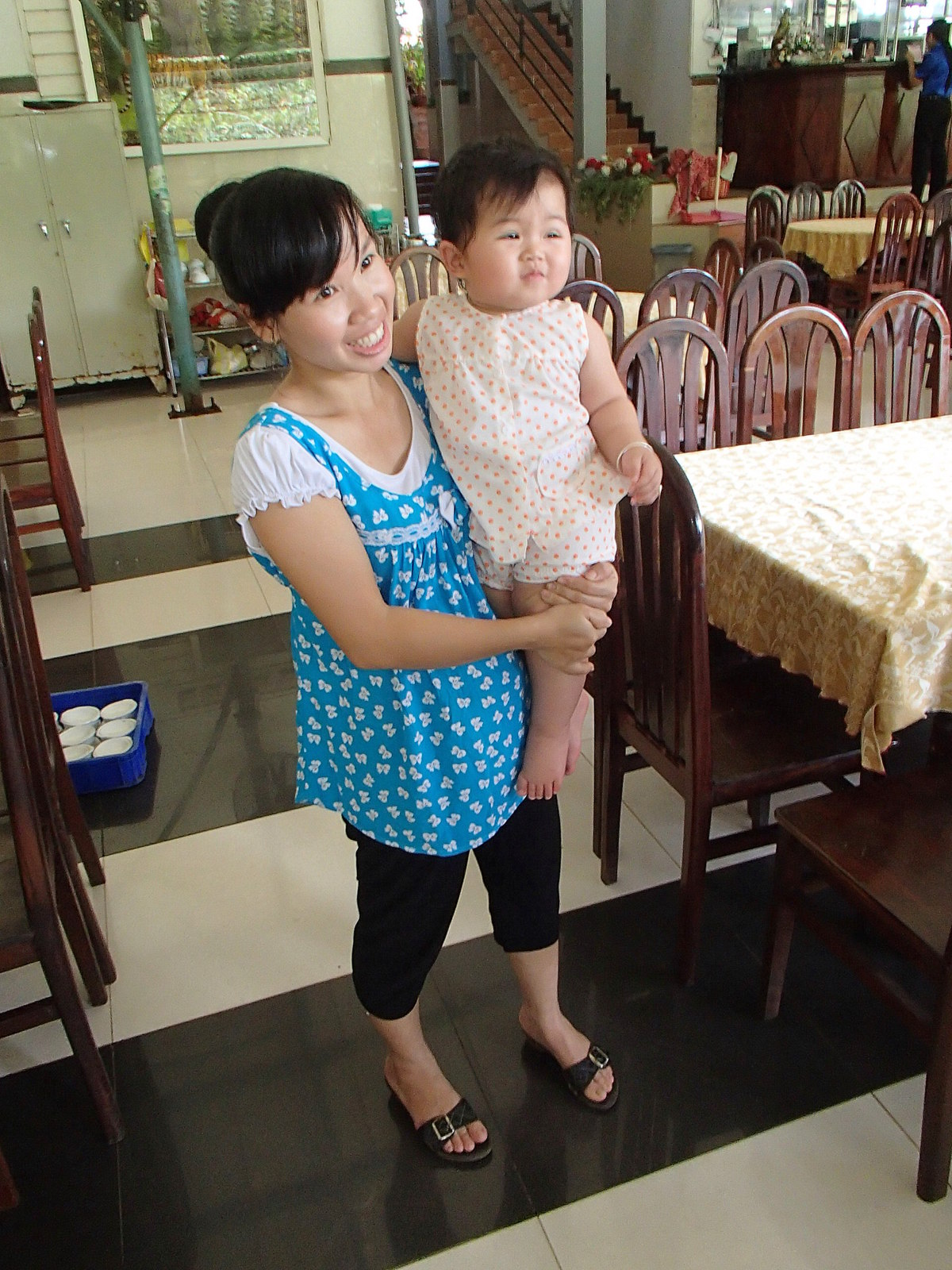
Vietnamita embarassada amb un nen

El 1988, Vietnam va introduir la seva «política dels dos fills». Aquesta política es va introduir a causa de la dimensió de la població del Vietnam. No obstant això, a causa de la política, si una dona dona a llum primer un fill, les possibilitats que tingui un segon fill disminueixen dramàticament, fins i tot si volgués tenir més fills. Si una dona dona a llum primer una filla, és probable que tingui un segon fill per tenir un nen, encara que no desitgi tenir més fills. Això és degut al fet que en la majoria de casos les famílies prefereixen tenir almenys un noi. En els darrers anys, per garantir el sexe dels nens, les famílies vietnamites han estat utilitzant cada cop més la tecnologia d'ecografies i millorant i desenvolupant les imatges produïdes. Això sol conduir a l'avortament de la descendència femenina. A finals del segle xx, l'economista Amartya Sen ha notat l'arribada recent d'avortaments selectius per sexe per augmentar encara més el fenomen de la «desaparició de les dones» a tot el món. Aquesta noció al·ludeix a l'agreujament de la relació entre sexes, on els homes continuen superant en nombre a les dones.

#### La mortalitat femenina
Des de 1970, les taxes globals de mortalitat infantil han disminuït. No obstant això, al contrari dels països propers com l'Índia i la Xina, les taxes de mortalitat infantil masculina han demostrat ser superiors a les taxes de mortalitat infantil femenina durant la majoria dels anys 1970-2000. En un estudi realitzat per Pham et al, els nois tenen un 30% de probabilitats més que les nenes de morir abans d'una edat determinada.

### L'educació
Les taxes d'alfabetització general a tot Vietnam són elevades, i l'accés a l'educació és relativament igual entre homes i dones. Tot i això, encara es mostren diferències regionals, especialment entre les regions muntanyoses del nord. Per exemple, en un estudi, es va trobar que la regió de Lai Châu tenia una taxa d'alfabetització dels homes que era el doble de la taxa d'alfabetització de les dones de la regió.
Hi ha un biaix de gènere en l'educació, i els homes són més propensos a assistir a l'escola i continuar la seva educació que les dones. Les dones i els homes tendeixen a segregar-se en llocs de treball diferents, amb més dones en serveis educatius, de comunicació i en serveis públics que no pas els homes.

### L'economia
Al Vietnam contemporani, hi ha hagut un gran avenç econòmic per a les dones, especialment per a les dones vietnamites de classe mitjana. Les dones de classe mitjana s'han implicat cada cop més en treballs fora de la llar, amb el 83% de les «dones en edat laboral» en el mercat laboral. Aquestes dones han exercit professions relacionades amb diversos camps, com ara vendes, màrqueting i publicitat. A més, les dones treballadores contemporànies experimenten salaris molt més elevats que les de generacions anteriors.
No obstant això, la investigació ha demostrat que encara existeixen moltes desigualtats per a les dones (les dones encara reben prestacions laborals desiguals en comparació amb els seus homòlegs masculins). El salari mitjà al Vietnam era de 1.540 dòlars estatunidencs el 2012. El 2011, els estudis van demostrar que «les dones guanyen un 13% menys que els homes». L'enquesta del 2012 sobre els sous dels treballadors realitzada per la Confederació General del Treball del Vietnam a les empreses d'àmbit nacional va revelar que els sous de les treballadores només són el 70-80% dels sous dels seus col·legues masculins. La bretxa salarial mitjana global entre gènere està al voltant del 17%. Segons Nguyen Kim Lan (coordinadora nacional de l'OIT). Els dos únics camps ocupacionals on la retribució és igual és la logística i la cura de les llars. Una de les raons de la diferència és que les empreses consideren que les dones volen quedar-se a casa i exercir «les funcions pròpies del seu gènere». Més del 70% dels treballadors del Vietnam són dones. La OIT va declarar recentment que la bretxa salarial de gènere ha començat a augmentar, segons l'informe de salaris globals de l'OIT durant el període 2012-2013, respecte al 1999-2007. Durant aquest període, es va registrar al Vietnam un augment del 2% de la bretxa salarial.
Segons un estudi, el 76% de les dones ocupades es concentren al sector agrícola. I, tot i que menys del 10% de les dones treballen a la indústria tèxtil, el 80% dels treballadors de la indústria tèxtil són dones.
Les associacions de crèdit locals no se senten segures donant préstecs a mares solteres, cosa que ha suposat un augment de la pobresa per a les llars dirigides per una dona.

### Política
La participació de les dones a l'Assemblea Nacional és la més baixa des del 1997. S'han fet pocs avenços per avançar per sobre de la mitjana del 30% de la representació de les dones al Vietnam.
Dins del Partit Comunista del Vietnam, l'adhesió femenina ha augmentat lentament, i el 2010 va ser del 33%. Ha hagut un augment significatiu a partir del 2005, quan l'afiliació a les dones només era del 21,9%. Malgrat aquest augment, la pertinença de les dones al partit encara és menor que la dels homes. A més, el nombre de dones líders en càrrecs clau, com ara al Politburó, el Comitè Central i la Secretaria, continua sent baix.
A nivell regional, les dones ocupen el 23% dels càrrecs de districte i el 23% dels càrrecs municipals.
Igual que els objectius de desenvolupament del mil·lenni de les Nacions Unides, el govern vietnamita també ha desenvolupat el seu propi conjunt d'objectius compromesos a augmentar el percentatge de dones al govern, que el 2011 encara era del 30%. Un exemple dels esforços del Vietnam per millorar la representació de les dones es troba en l'Estratègia Nacional per a l'Avenç de la Dona, que es fixava objectius a assolir el 2010. Tot i això, el Vietnam no ha assolit molts dels seus objectius marcats. Hi ha diverses raons per les quals el govern no ha pogut satisfer la seva quota per tenir més dones al govern. Les raons inclouen factors com ara «regulacions governamentals insuficients, falta d'aplicació de polítiques existents, factors culturals i biaix sistèmic inherent cap als homes». Moltes dones que volen dedicar-se a la política es desanimen a causa dels criteris d'elegibilitat relacionats amb la seva edat i per tenir una edat de jubilació cinc anys abans que els homes (els homes es jubilen als 60 anys i les dones als 55 anys). Són reptes per a les dones per assolir la seva aspiració a les posicions de lideratge. A diferència dels homes, les dones són assetjades molt més en la seva ocupació, i la promoció depèn de la discreció dels supervisors i de la seva manera de sentir-se sobre la promoció de gènere. Hi ha pocs models de rol per a les dones que han de seguir o inspirar-se. Moltes dones del Vietnam no es veuen com a líders perquè no tenen cap model a seguir. Això es produeix a causa dels missatges que s'expressen socialment en mitjans de comunicació, a la llar i en l'educació.

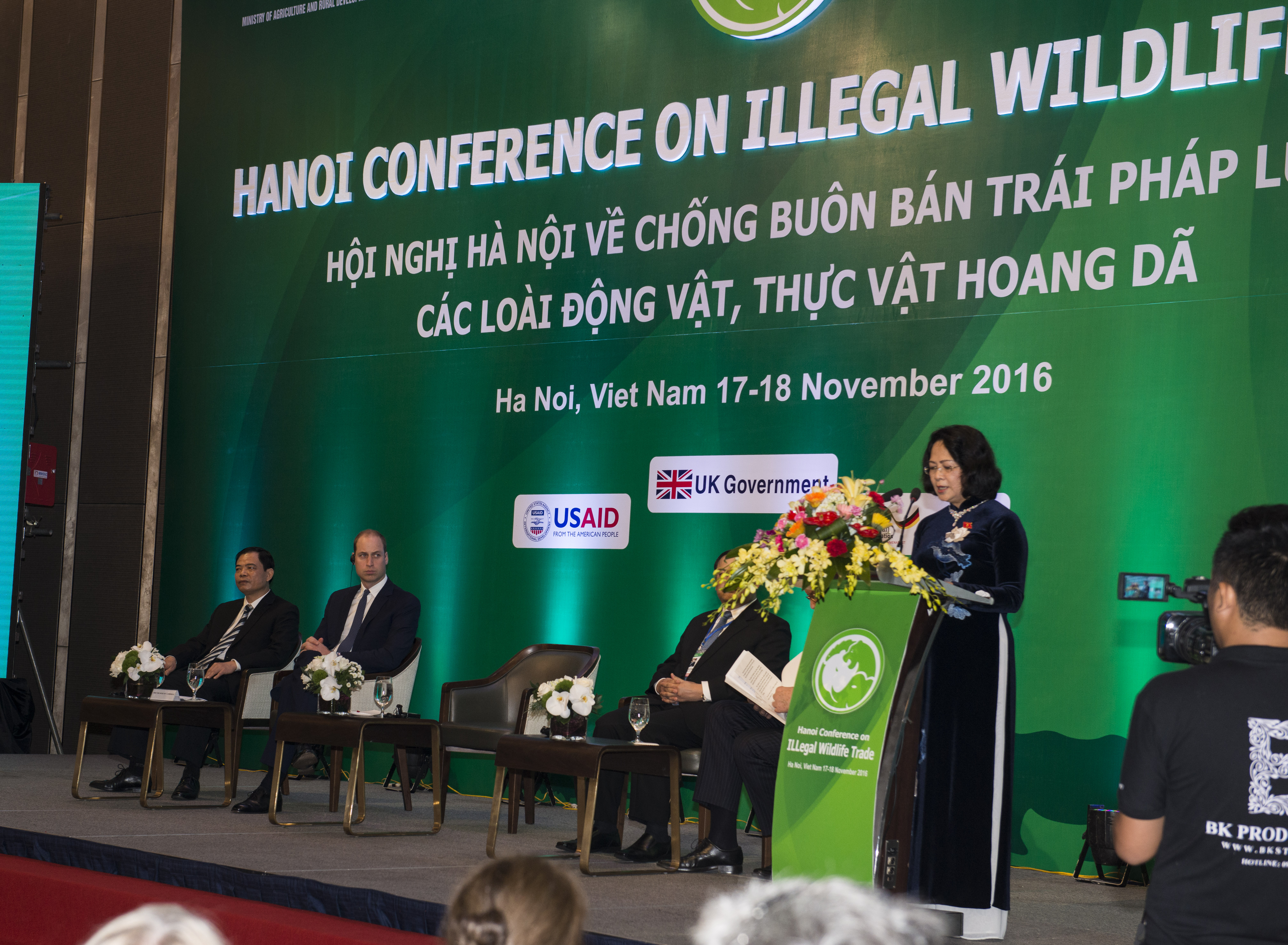
La vicepresidenta del Vientam Đặng Thị Ngọc Thịnh durant un discurs a la Conferència sobre comerç il·legal de fauna salvatge, 2016

Actualment, el càrrec de vicepresident del Vietnam és ocupat per Đặng Thị Ngọc Thịnh (qui va ser la primera presidenta de la República Socialista del Vietnam el 2018 per substitució de Tran Dai Quang, qui va deixar el càrrec a causa d'haver mort, sent aquest el màxim càrrec que ha ocupat una dona al Vietnam). El 31 de març de 2016, Nguyễn Thi Kim Ngan va ser elegida Presidenta de l'Assemblea Nacional del Vietnam. Tanmateix, la majoria de dades indiquen que la majoria de càrrecs en funcions recents són ocupats per homes. Per exemple, durant la legislatura de 2002 a 2007, tots els càrrecs de ministre que formaven el gabinet de govern van ser ocupats per homes. Aquestes estadístiques han fet que molts líders propugnin una major representació de les dones en les posicions de poder. Per implementar aquest objectiu, es va implementar del 2011 fins al 2020 una Estratègia nacional sobre igualtat de gènere.

### El tràfic humà
Des de la dècada del 1980, algunes dones vietnamites s'han convertit en víctimes del segrest, del comerç de núvies, del tràfic humà, de la esclavitud sexual i de la prostitució a la Xina, Taiwan, Corea del Sud i Cambodja. La lluita actual de les dones vietnamites víctimes d' «intermediaris matrimonials» es pot resumir amb el poema més important de la literatura vietnamita, Truyện Kiều (El conte de Kieu, 1820), que narra la història d'una vietnamita que va ser comprada per estrangers i va ser violada, però va continuar lluitant contra els seus segrestadors i els seus violadors.
El principal problema de drets humans al sud-est asiàtic és el tràfic humà. Segons un estudi, el sud-est asiàtic és una gran font de tràfic humà, amb moltes persones que són enviades a Austràlia. El Vietnam, així com altres països com Cambodja, Laos i Filipines, són els principals països d'origen del tràfic humà. La preferència per les dones dels països del sud-est asiàtic envers els homes fa augmentar més la desigualtat de la relació entre sexes, on el nombre d'homes supera al de les dones. La tendència és un augment de tràfic de dones. Mentre que moltes de les víctimes del tràfic humà són forçades, segrestades o esclavitzades, altres dones es veuen atretes per la promesa que obtindran una feina millor. Segons un informe sobre tràfic humà al sud-est asiàtic, tot i que les víctimes inclouen nenes, dones, nois i homes, la majoria són dones. Els traficants prefereixen a les dones a causa del fet que busquen oportunitats en zones del món on hi hagi més oportunitats econòmiques. Les dones no qualificades i amb mala formació són generalment víctimes del tràfic humà.
Les causes principals del tràfic humà al sud-est asiàtic són factors universals com la pobresa i la globalització. Probablement, la industrialització també sigui un altre factor de tràfic humà. Molts estudiosos defensen que la industrialització d'economies en expansió, com la de Tailàndia i Singapur, va crear una oportunitat per a migrants pobres que buscaven una mobilitat ascendent i per a individus que volien sortir dels països destruïts per la guerra. Una alta oferta de treballadors migrants que busquen feina i una alta demanda d'una economia que busca mà d'obra barata crea una combinació perfecta perquè els traficants humans puguin prosperar. La indústria del sexe va sorgir al sud-est asiàtic a mitjans del segle xx com una manera perquè les dones generessin més ingressos a la família o a elles mateixes. Les indústries sexuals van atendre per primera vegada al personal de les bases militar, però a mesura que les instal·lacions militars van començar a desaparèixer, la indústria del sexe va dedicar la seva atenció al turisme creixent. Tot i que aquesta indústria és vigilada a l'actualitat, encara hi ha un gran mercat negre que necessita als traficants.
Entre el 2005 i el 2009, havien 6.000 dones, així com nenes més joves, a l'estadística de tràfic humà. El 70% de les dones i les nenes són portades a la Xina, el 30% a Cambodja, i el 10% a la resta del món.

### La Unió de Dones del Vietnam

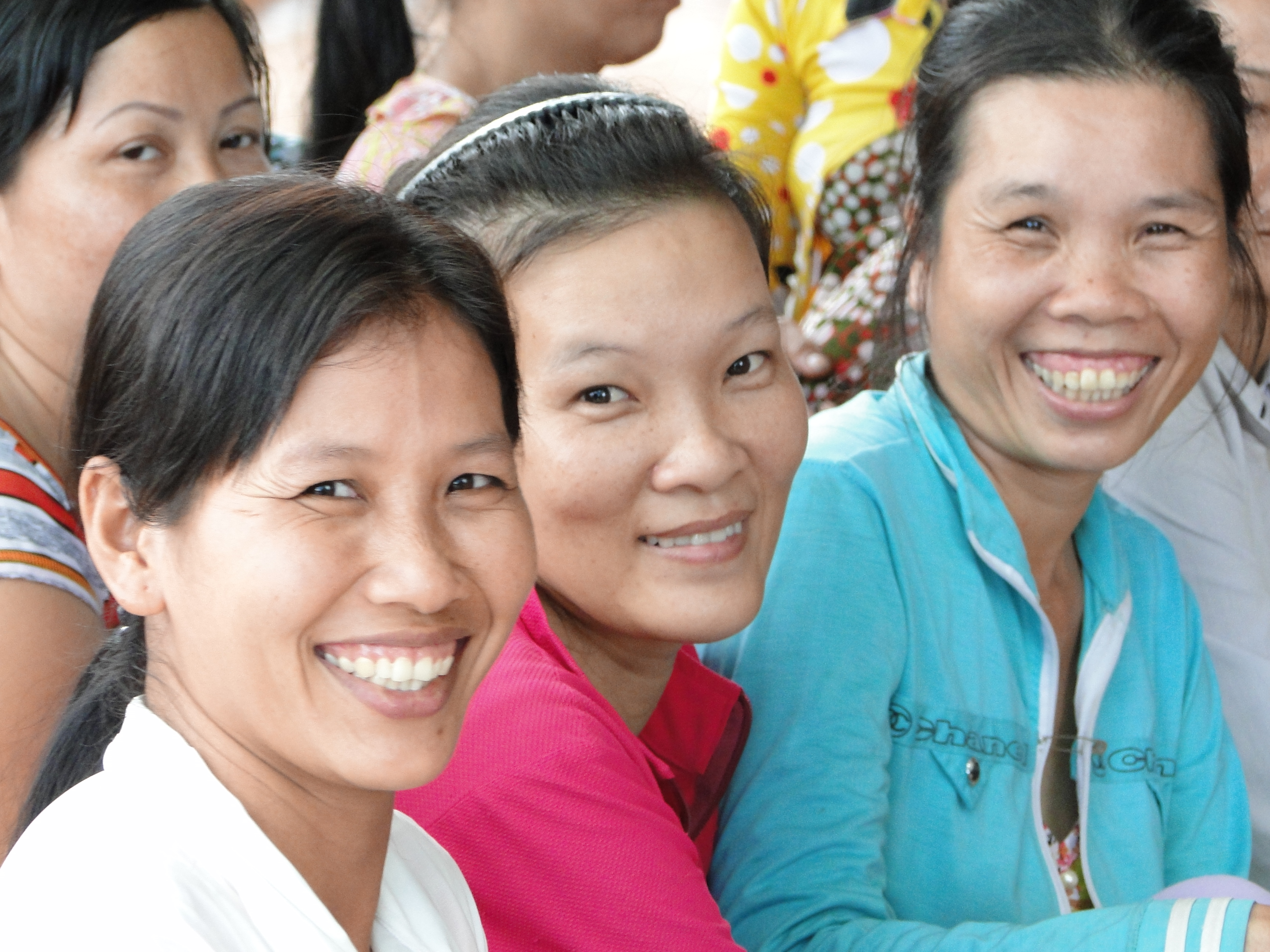
Membres de la Unió de Dones del Vietnam assistint a un taller de preparació per a desastres al districte de Can Thao, al sud del Vietnam

En les últimes dècades, Vietnam ha destacat la importància de la igualtat de gènere. Per abordar aquest objectiu, la Unió de les Dones del Vietnam, una organització fundada el 1930 dins del Partit Comunista del Vietnam, ha perseguit l'avanç de les dones en molts escenaris; tanmateix, també destaquen molts aspectes de la doctrina confuciana que manté una jerarquia dominada per homes. A partir del 2000, la seva afiliació s'ha ampliat a 11 milions, el 60% de la població femenina al Vietnam de més de 18 anys. A causa de la seva gran afiliació, la Unió de Dones del Vietnam ha estat considerada sovint com la representant de les dones en la política. Per tant, la Unió de Dones del Vietnam aconsella amb freqüència durant la presa de decisions polítiques relacionades amb el gènere o les dones. Tanmateix, s'ha criticat seu paper per les seves mancances en la promoció efectiva del dret de les dones.
A la dècada del 1980, la Unió de Dones del Vietnam va demanar l'augment del permís de maternitat pagat i va rebre la promesa que es faria abans que el govern implementés qualsevol política que pogués afectar el benestar de les dones. Tot i això, l'augment de permís de maternitat es va restablir a la durada original uns quants anys després. Si bé la Unió de Dones del Vietnam te límits en determinades àrees, no sembla haver-hi altres grups organitzats de la societat civil que lluitin pels drets de les dones. Dues àrees que han tingut poc canvis al llarg de les últimes dècades són els papers que tenen les dones a la família, concretament la maternitat, i els problemes de drets humans que les dones tenen tradicionalment a la regió.
El 2001, la Unió de les Dones del Vietnam va ser designada per encapçalar la planificació d'una nova legislació, una Llei d'Igualtat de Gènere, que pretenia igualar les condicions entre ambdós gèneres. La legislació inclou diverses estipulacions, incloses les lleis relatives a l'edat de jubilació tant per a homes com per a dones. La llei es trobava als seus processos legislatius finals el 2006 i va entrar en vigor a mitjans del 2007.

#### Crítiques
La seva atenció als valors del confucionisme que defensen una jerarquia dominada per homes ha rebut crítiques. En nombrosos estudis, la Unió de Dones del Vietnam ha estat criticada per la seva falta d'acció contra les normes de gènere, tot posant massa èmfasi en l'estructura familiar. A més, mentre els seus esforços han treballat per millorar l'estat de les dones, la Unió de Dones del Vietnam s'enfronta a les seves crítiques per la seva falta de defensa cap a l'apoderament de les dones.

## Vietnamites destacades

### Actrius
- Bảo Thy
- Bebe Pham
- Chi Pu
- Diễm Liên
- Đỗ Thị Hải Yến
- Giang Le-Huy
- Hari Won
- Hồ Ngọc Hà
- Hòa Minzy
- Hoàng Thùy Linh
- Hoàng Yến Chibi
- Huyền Chi
- Kathleen Luong
- Lê Hạ Anh
- Linh Nga
- Lý Nhã Kỳ
- Lương Bích Hữu
- Maria Tran
- Miu Lê
- Ngô Thanh Vân
- Nguyễn Trần Khánh Vân
- Phạm Lương Thanh Trúc
- Tăng Thanh Hà
- Thẩm Thúy Hằng
- Thanh Hằng
- Trà Giang
- Trần Ngọc Lan Khuê
- Tran Nu Yen Khe

### Artistes
- Bạch Diệp
- Cong Kim Hoa
- Dao Droste
- Doan Hoang
- Đoàn Minh Phượng
- Lim Khim Katy
- Linh Nga
- Maria Tran
- Nadine Truong
- Nguyễn Thu Thủy
- Nguyen Trinh Thi
- Thu Van Tran
- Tiffany Chung
- Trinh T. Minh-ha
- Việt Linh

### Cantants
- Ái Liên
- Ái Vân
- Ánh Tuyết
- Bà Năm Sadec
- Bảo Thy
- Cẩm Ly
- Cẩm Vân
- Chi Pu
- Cindy Thái Tài
- Dạ Nhật Yến
- Diễm Liên
- Đoan Trang
- Đông Nhi
- Hà Phương
- Hari Won
- Hiền Thục
- Hồ Bích Ngọc
- Hồ Lệ Thu
- Hồ Ngọc Hà
- Hồ Quỳnh Hương
- Hòa Minzy
- Hoàng Oanh
- Hoàng Quyên
- Hoàng Thùy Linh
- Hoàng Yến Chibi
- Hồng Nhung
- Hương Lan
- Hương Thanh
- Khánh Hà
- Khánh Ly
- Khổng Tú Quỳnh
- Kristine Sa
- Lê Dung
- Lệ Quyên
- Lệ Thu
- Linda Chou
- Lương Bích Hữu
- Lynda Trang Đài
- Mai Khôi
- Minh Hằng
- Minh Thùy Idol
- Miu Lê
- Mỹ Linh
- Mỹ Tâm
- Năm Phỉ
- Ngô Thanh Vân
- Ngọc Bích Ngân
- Ngọc Lan
- Nguyễn Thùy Lâm
- Như Loan
- Phạm Lương Thanh Trúc
- Phạm Quỳnh Anh
- Phạm Thị Huệ
- Phuong Dung
- Phương Thanh
- Phương Vy
- Siu Black
- Suboi
- Tâm Đoan
- Thanh Lam
- Thanh Lan
- Thanh Thanh Hiền
- Thu Hiền
- Thu Minh
- Thùy Chi
- Thủy Tiên
- Tóc Tiên
- Trần Thu Hà
- Trish Thuy Trang
- Uyên Linh
- Vân Khánh
- Vũ Cát Tường

### Emperadrius
- Bùi Thị Nhạn
- Dương Vân Nga
- Lê Ngọc Hân
- Lê Ngọc Bình
- Lý Chiêu Hoàng
- Nam Phương
- Ngô Thị Ngọc Dao
- Nguyễn Thị Anh
- Nguyễn Thị Hằng
- Nguyễn Thị Hoàn
- Phạm Thị Liên
- Thượng Dương (emperadriu mare)
- Trang Ý
- Trịnh Thị Ngọc Trinh
- Trần Thị Dung
- Từ Dụ
- Ỷ Lan

### Escriptores
- Aimee Phan
- Andrea Nguyen
- Anh Thơ
- Bà Huyện Thanh Quan
- Bà Tùng Long
- Đạm Phương
- Dương Thu Hương
- Geneviève Dormann
- Hằng Phương
- Hồ Xuân Hương
- Hoa Nguyen
- Jenna Lê
- Lâm Thị Mỹ Dạ
- Le Ly Hayslip
- Lê Minh Khuê
- Le Thi Diem Thuy
- Mộng Tuyết
- Monique Truong
- Nguyễn Ngọc Tư
- Nguyễn Thị Bích
- Nguyễn Thị Duệ
- Nguyễn Thị Ngọc Diễm
- Nguyễn Thụy Anh
- Nhã Ca
- Phan Thị Vàng Anh
- Thụy An
- Trương Thị Trong
- Vân Đài
- Xuân Quỳnh
- Y Ban
- Ý Nhi

### Esportistes
- Au Hong Nhung
- Bùi Thị Ngà
- Bùi Thị Nhung
- Bùi Thị Thu Thảo
- Cao Ngọc Phương Trịnh
- Chu Hoàng Diệu Linh
- Chung Thị Thanh Lan
- Đàm Thanh Xuân
- Đặng Thị Kiều Trinh
- Đặng Thị Tèo
- Đinh Thị Trà Giang
- Đỗ Thị Anh
- Đỗ Thị Minh
- Đỗ Thị Ngân Thương
- Đoàn Thị Cách
- Đoàn Thị Kim Chi
- Đoàn Thị Lâm Oanh
- Dương Thị Lan
- Dương Thị Thanh Minh
- Dương Thị Việt Anh
- Hà Ngọc Diễm
- Hà Thị Nguyên
- Hiền Phạm Thị
- Hồ Thị Lý
- Hoàng Hà Giang
- Hoàng Thị Hoà
- Hương Hoàng Thi
- Huỳnh Phương Đài Trang
- Lê Ngọc Nguyên Nhung
- Lê Thị Hoàng Ngọc
- Lê Thị Thương
- Lê Thu Huyền
- Lưu Thị Ly Ly
- Nguyễn Kiều Oanh
- Nguyễn Linh Chi
- Nguyễn Minh Tam
- Nguyễn Thị Ánh Viên
- Nguyễn Thị Hòa
- Nguyễn Thị Hoài Thu
- Nguyễn Thị Hoàng Na
- Nguyễn Thị Hồng Bích
- Nguyễn Thị Hương
- Nguyễn Thị Lệ Dung
- Nguyen Thi Lua
- Nguyễn Thị Minh Nguyệt
- Nguyễn Thị Muôn
- Nguyễn Thị Mỹ Liên
- Nguyễn Thị Ngọc Anh
- Nguyễn Thị Ngọc Hoa
- Nguyễn Thị Nguyệt
- Nguyễn Thị Như Hoa
- Nguyễn Thị Sen
- Nguyễn Thị Thật
- Nguyễn Thị Thị
- Nguyễn Thị Thiết
- Nguyễn Thị Thu Hằng
- Nguyễn Thị Thúy
- Nguyễn Thị Trúc Mai
- Nguyễn Thị Tuyết Dung
- Nguyễn Thị Xuân Mai
- Nguyễn Thị Xuyến
- Nguyễn Thu Hoài
- Nguyễn Thùy Linh
- Phạm Như Thảo
- Phạm Thị Diễm
- Phạm Thị Hài
- Phạm Thị Kim Huệ
- Phạm Thị Phú
- Phạm Thị Thảo
- Phạm Thị Yến
- Phan Thị Hà Thanh
- Quách Thị Lan
- Tạ Thanh Huyền
- Thuy Dung Nguyen
- Trần Hiếu Ngân
- Trần Thanh Vân
- Trần Thị Hồng Nhung
- Trần Thị Kim Hồng
- Trần Thị Ngọc Anh
- Trần Thị Ngọc Trúc
- Trần Thị Thanh Thúy
- Trần Thị Thảo
- Trần Thị Thùy Trang
- Trần Việt Hương
- Trịnh Thị Bé
- Trịnh Thị Bích Như
- Trương Hoàng Mỹ Linh
- Trương Thanh Hằng
- Trương Thị Kim Tuyến
- Văn Ngọc Tú
- Vũ Bích Hường
- Vũ Thị Hương
- Vũ Thị Mến
- Vũ Thị Trang

### Militars
- A Nong
- Bùi Thị Nhạn
- Bùi Thị Xuân
- Chân Không
- Đặng Thùy Trâm
- Dương Thu Hương
- Germanes Trưng
- Madame Khánh
- Madame Nguyễn Cao Kỳ
- Nguyễn Thị Định
- Phùng Thị Chính
- Triệu Thị Trinh
- Võ Thị Sáu

### Models
- Bebe Phạm
- Đặng Thị Ngọc Hân
- Đỗ Mỹ Linh
- Dương Trương Thiên Lý
- H'Hen Niê
- Hoàng Khánh Ngọc
- Hoàng Thùy Linh
- Lâm Uyển Nhi
- Le Thi Ha Thu
- Lương Thùy Linh
- Mai Phương Thúy
- Nguyễn Minh Tú
- Nguyễn Ngọc Kiều Khanh
- Nguyễn Trần Khánh Vân
- Nguyễn Phương Khánh
- Phạm Hương
- Tăng Thanh Hà
- Thanh Hằng
- Trần Ngọc Lan Khuê
- Trần Thị Hương Giang
- Trần Thị Thùy Dung
- Trần Tiểu Vy
- Vũ Hà Anh

### Polítiques
- Đặng Thị Ngọc Thịnh
- Dương Thu Hương
- Hoàng Thị Tuân
- Madame Nhu
- Ngô Đình Lệ Quyên
- Nguyễn Thị Định
- Nguyễn Thị Doan
- Nguyễn Thị Kim Ngân
- Nguyễn Thị Thập
- Tòng Thị Phóng
- Trần Thị Hoa Ry
- Trương Mỹ Hoa

### Altres
- Bà Tùng Long (periodista)
- Chân Không (monja budista)
- Hanoi Hannah (locutoria de ràdio)
- Hoàng Thị Thân (geòloga)
- Huyền Trân (monja budista)
- Nhất Chi Mai (monja budista)
- Nguyễn Thị Bình (diplomàtica)
- Nguyễn Thụy Anh (periodista)
- Nguyễn Thị Vân (activista)